# CITY (漫畫)
《CITY》是新井圭一所著的日本漫畫。於《Morning》（講談社）從2016年44號開始連載，2021年10號完結。單行本全14冊。
作品描述一名叫南雲美鳥的女大學生定居「CITY」之後，圍繞在她身上的笑中帶淚的故事。跟前作《日常》不一樣的是，此作可以看到類似平行世界的描述。
電視動畫於2025年7月播出。作品標語為。

## 登場人物

### 木目生莊
南雲美鳥（聲：小松未可子）
本書主角。木目生莊201號房房客。蒙布朗大學蒙布朗學部蒙布朗學科2年級生。20歲。是個爽快又男孩子氣的無賴女，但有純真的一面。時定東高中畢業，運動能力極佳。高中時期未加入任何社團，卻能擊敗各社的王牌，是校內風雲人物。如今卻過著無精打采、自甘墮落的生活。經常處於缺錢狀態，又有賽馬賭博的興趣，使得連房租都繳不出來，被房東追殺。因緣際會開始在房東家人開的真壁西餐廳打工。
新倉（聲：豐崎愛生）
木目生莊101號房房客。蒙布朗大學1年級生，女性。18歲。美鳥的朋友。立志成為攝影師，時定東高中時期開始相當憧憬美鳥的運動萬能，並為不讓人拍照的美鳥拍下照片、珍藏於墜飾中。考上蒙布朗大學並搬來木目生莊居住之後，對美鳥要求彼此要公平對待，但時常被美鳥要求借錢。
泉環子（聲：石川由依）
木目生莊204號房房客。蒙布朗大學2年級生，女性。20歲。興趣是攝影。喜歡集郵。是本作數一數二的怪人，也是個天才，經常展露出讓別人看了覺得她好厲害的表現。有許多如儀式般獨特的個人嗜好，並總是能從包包中拿出儀式所需的各種小物。與美鳥、新倉3人有不錯的交情，擅自住進新倉房間的壁櫥裡。
鬼蒲鉾（聲：宮崎遊）
木目生莊203號房房客。正職漫畫家。週刊CITY連載中作品《失望先生》的作者。而環子和真壁鶴菱（後述）2人都是「失望先生」這部漫畫的粉絲。
老婆婆（聲：山本和臣）
房東。本姓真壁，立涌與茉莉的外婆、鶴菱的岳母。恐怖又無敵的老奶奶。對美鳥一直欠繳房租的事相當執著。

### 真壁西餐廳（真壁家）
真壁鶴菱（聲：川原慶久）
真壁西餐廳店主。立涌與茉莉的父親。CITY三羽GARASU會會員。木目生莊房東的女婿。
真壁母
立涌與茉莉的母親，鶴菱的妻子，名字未公開。長時間在國外地進行考古調査而不在家。老是寄一些奇怪的東西回家。
真壁立涌（聲：入野自由）
CITY南高中學生，就讀班級是2年3班。血型A型，摩羯座。足球社所屬，候補球員。守備位置是中場。背號28號。
真壁茉莉（聲：七瀨彩夏）
CITY南中學2年級生。（後述）的親友。

### 安達太良WINE（酒之安達太良、安達太良家）
位於真壁西餐廳隔壁的酒屋。三代同堂的大家庭。
安達太良博士（聲：子安武人）
安達太良WINE店主，對同樣在做生意的真壁家充滿敵意，因此在真壁家的店內裝了6台監視器，但被弄壞了3台。
安達太良父親（聲：子安武人）
安達太良博士的兒子，達太、鷗、良太及海的父親，名字未公開。CITY三羽GARASU會會員。
安達太良母親（聲：淺野麻由美）
安達太良家族的母親。
安達太良達太（聲：KENN）
長男。家中唯一的家業繼承者。
安達太良鷗（聲：林鼓子）
長女。社會人士。當紅藝人詩亞（後述）的經紀人。
安達太良良太（聲：豬股慧士）
次男。CITY南高校學生，就讀班級是2年3班。因精準支援上課打瞌睡的泉莉子，而被同學封為「現代的威廉·泰爾」。
安達太良海（聲：福嶋晴菜）
次女。雙胞胎姊姊。小學生。與妹妹空經常為一點小事吵架。
安達太良空（聲：天麻優希）
三女。雙胞胎妹妹。小學生，與姊姊同校。

### CITY南高中

#### 2年3組學生
泉莉子（聲：和久井優）
環子的妹妹。上課時常常打瞌睡，但因可愛的外貌與舉止，有許多不分男女的粉絲。擁有駭客技術與製作炸彈的能力。
真壁立涌
真壁西餐廳（真壁家）項目參照。
安達太良良太
安達太良WINE項目參照。

#### 足球社
雁復
教練。不具備任何足球相關常識，但隨足球憂喜的模樣深受學生愛戴。
真壁立涌
替補中場，背號28號。真壁西餐廳（真壁家）項目參照。
黑金大和（聲：高坂篤志）
守門員。背號1號。
帶那 林道（聲：金子誠）
主將。守備位置是後衛（Side Back）。背號2號。泉莉子後援會的1號會員｡
微笑
球員。總是一副笑臉標識面相的微笑。守備位置是後衛（Side Back）。背號3號。
橫尾兄弟
球員。2人的名字未公開。守備位置都是。背號5號（哥哥）、4號（弟弟）。
火之玉暴威之助
候補球員，應援團的團長。守備位置是中後衛。背號6號。泉莉子後援會的會長（0號會員）。
室根
球員。守備位置是中場。背號7號。
白金
Gamer。背號8號。
苗場
球員。守備位置是前鋒。背號9號。
笹子源次郎
球員。守備位置是中場。背號10號。擁有超高中級的球技，但在比賽時很容易意外受傷。
春日
球員。守備位置是前鋒。背號11號。
權現山岩男
球員。實際上是間諜。背號12號。
黑部
候補球員。守備位置是前鋒。背號18號。

#### 教職員
天城宗光
教日本昭和史的老師。

### CITY南中學
真壁茉莉
真壁西餐廳（真壁家）項目參照。
雨飾悅理/小英（聲：田所梓）
CITY南南中學2年級生。茉莉的朋友。近期似乎要搬去英國居住。

### 香蕉公司《週刊CITY誌》編輯部
位於真壁西餐廳對面大樓的雜誌《週刊CITY》編輯部。
編輯長
《週刊CITY》編輯長。負責星座專欄。CITY三羽GARASU會會員。
荒真
《週刊CITY》編輯部的社員。負責特別專欄。口頭禪是。是原作者新井連載該漫畫之前，已經在《Helvetica Standard》登場的角色。此外《Helvetica Standard》中設定的香蕉公司不是漫畫雜誌出版社，而是事務用品公司。
轟（聲：鈴木崚汰）
《週刊CITY》編輯部的新人社員。男性。連載漫畫《失望先生》的現任責任編輯。

### 其他
詩亞
藝人。泉環子的高中同學，外表比實際年齡年幼。常到經紀人鷗的家中，與安達太良家人熟識，喜歡其大哥達太。
田邊（聲：後藤邑子）
女性資產家。之前做過警官，後來因為腳受傷而辭職，總是想藉各種名義表揚並款待CITY的居民。也喜歡安達太良達太。以自己的私房錢全額資助《週刊CITY》雜誌的發行經費。
穗高（聲：土門仁）
田邊的管家。負責幫忙田邊抓住她鎖定的表揚對象。
好人（聲：水內清光）
穿和服的男性。經常被進行表揚的田邊糾纏著，但由於自己堅忍的個性，成功從她的手中擺脫。
本官
接任田邊的新任警官，表情幾乎始終如一。因老太婆的緣故曾被誤認為小偷，幸而平安無事。口頭禪是「～」。
蓼科神威
蒙布朗大學1年級生。
猜謎王
蒙布朗大學的學生。學過空手道。
長野原大介（聲：相泽舞）
「唇泥棒」工作室的當紅漫畫家。其工作場所位於東堂商店2樓。漫畫与动画中目前只出現背影。实际上即为長野原美緒，是前作《日常》中的主角之一，當時尚為高中生。
倉岳
理容院KURATAKE店主。

## 出版書籍
| 冊數 | 講談社         | 講談社                                                  | 東立出版社     | 東立出版社             |
| 冊數 | 發售日期       | ISBN                                                    | 發售日期       | ISBN                   |
| ---- | -------------- | ------------------------------------------------------- | -------------- | ---------------------- |
| 1    | 2017年3月23日  | ISBN 978-4-06-388708-2                                  | 2018年11月12日 | ISBN 978-957-26-1870-7 |
| 2    | 2017年4月21日  | ISBN 978-4-06-388719-8                                  | 2019年8月8日   | ISBN 978-957-26-1871-4 |
| 3    | 2017年9月22日  | ISBN 978-4-06-510229-9                                  | 2019年10月31日 | ISBN 978-957-26-1872-1 |
| 4    | 2018年3月23日  | ISBN 978-4-06-511157-4                                  | 2025年3月20日  | ISBN 978-626-02-4032-5 |
| 5    | 2018年7月23日  | ISBN 978-4-06-512026-2                                  |                |                        |
| 6    | 2018年11月22日 | ISBN 978-4-06-513610-2                                  |                |                        |
| 7    | 2019年3月22日  | ISBN 978-4-06-514954-6                                  |                |                        |
| 8    | 2019年7月23日  | ISBN 978-4-06-516295-8                                  |                |                        |
| 9    | 2019年11月21日 | ISBN 978-4-06-517782-2                                  |                |                        |
| 10   | 2020年3月23日  | ISBN 978-4-06-518933-7                                  |                |                        |
| 11   | 2020年8月20日  | ISBN 978-4-06-520306-4                                  |                |                        |
| 12   | 2020年11月20日 | ISBN 978-4-06-520307-1                                  |                |                        |
| 13   | 2021年4月23日  | ISBN 978-4-06-522116-7                                  |                |                        |
| 14   | 2025年7月23日  | ISBN 978-4-06-540019-7 ISBN 978-4-06-540081-4（特裝版） |                |                        |

## 電視動畫
2024年9月，由京都動畫在新作發表會上宣布改編為電視動畫。2025年7月6日开播。

### 製作人員
- 原作：新井圭一[3]
- 導演：石立太一[3]
- 剧本监修：新井圭一、石立太一
- 人物设定、总作画监督：德山珠美
- 美树监督：山崎詩央里
- 色彩設計：宫田佳奈
- 摄影监督：植田弘贵
- 3D监督：加濑達規
- 音响监督：鶴岡陽太
- 音乐：Pianica
- 音乐制作：波丽佳音
- 動畫製作：京都動畫[3]
- 製作：CITY THE ANIMATION製作委員會（京都动画、朝日放送动画、波丽佳音、讲谈社）

### 主题曲
片頭曲Hello
演唱：Furui Riho，作词、作曲：Furui Riho，编曲：Knoak
片尾曲LUCKY
演唱：TOMOO，作词、作曲：TOMOO，编曲：小西遼

### 剧集列表
| 话数  | 标题                                                                                           | 劇本     | 分镜       | 演出       | 作画監督   | 首播日期      |
| ----- | ---------------------------------------------------------------------------------------------- | -------- | ---------- | ---------- | ---------- | ------------- |
| 第1话 | 真壁家（マカベ家）朋友（友達）（）安達太良博士（安達太良博士）泉和子（泉わこ）203号室（203号室）                                    | 佐藤綾乃 | 石立太一   | 石立太一   | 德山珠美   | 2025年 7月6日 |
| 第2话 | （）（）（）指南（指南）美麗的鳥（ビューティフルバード）（）漫画道（漫画道）（）                                             | 佐藤綾乃 | 北之原孝将 | 北之原孝将 | 池田和美   | 7月13日       |
| 第3话 | （）泉莉子千鈞一髮！（泉りこ危機一髪!）麵包店（パン屋）（）（）（）                                                 | 西川昌志 | 山村卓也   | 山村卓也   | 引山佳代   | 7月21日       |
| 第4话 | （）（）（）真壁鶴菱的黃昏（真壁鶴菱の黄昏）待續（つづく）小悅與地道英語與麵包茉莉（えっちゃんと本場とパンまつり）（）                         | 佐藤綾乃 | 宮城良     | 宮城良     | 丸木宣明   | 7月28日       |
| 第5话 | 塔（）（）算盘与麻花辫（そろばんと三つ編み）（）絕對安全新仓（絶対安全にーくら）                                                 | 西川昌志 | 太田稔     | 太田稔     | 門脇未来   | 8月4日        |
| 第6话 | （）（）（）（）泉和子的任务（泉わこのミッション）（）（）（）                                                   | 佐藤綾乃 | 小川太一   | 小川太一   | 高橋真梨子 | 8月11日       |
| 第7话 | 倒计时（カウントダウン）正义的伙伴（正義の味方）站起来！鹤菱！！之卷（立て!鶴菱!!の巻）无聊的夜晚（退屈な夜は）夜间食客（夜の食事者）仓岳理发（理容のクラタケ）地狱（地獄） | 西川昌志 | 北之原孝將 | 北之原孝將 | 池田和美   | 8月18日       |

### BD／DVD
| 卷數 | 發行日期       | 收錄話數      | 規格編號   | 規格編號   |
| 卷數 | 發行日期       | 收錄話數      | BD         | DVD        |
| ---- | -------------- | ------------- | ---------- | ---------- |
| 1    | 2025年10月8日  | 第1話—第5話   | PCXE.51071 | PCBE.56581 |
| 2    | 2025年11月12日 | 第6話—第9話   | PCXE.51072 | PCBE.56582 |
| 3    | 2025年12月3日  | 第10話—第13話 | PCXE.51073 | PCBE.56583 |

## 外部連結
- CITY Morning公式官網 （页面存档备份，存于） （日語）
- 『CITY THE ANIMATION』公式官網 （页面存档备份，存于） （日語）
- 『CITY THE ANIMATION』官方的X（前Twitter） （日語）
- 『CITY THE ANIMATION』官方的Instagram帳戶 （日語）
- 『CITY THE ANIMATION』官方的TikTok （日語）